# Roughly Speaking
Roughly Speaking es el decimosexto álbum de estudio de la banda de rock canadiense April Wine y fue publicado en noviembre del 2006.
Este álbum fue grabado sin técnicas modernas de grabación digital, en su lugar el grupo empleó el mismo tipo de tecnología de grabación audiófila de calidad análoga que había utilizado en la década de 1980.
Todas las canciones fueron escritas por el líder de la banda Myles Goodwyn, con excepción de la canción "Night Life" la cual fue escrita por Willie Nelson.

## Lista de canciones
1. "Saw Someone (That Wasn't There)" – 3:59
2. "I've Had Enough for Now (I Wanna Go Home)" – 2:46
3. "Night Life" (Willie Nelson, Walter Breeland, Paul Buskirk y Myles Goodwyn) – 3:18
4. "Sheila" – 3:35
5. "You Don't Even Know (How I Love You So)" – 3:01
6. "I Am, I Am" – 3:23
7. "Life Goes On" – 3:26
8. "If You're Comin' (I'm Outta Here)" – 1:20

## Formación
- Myles Goodwyn - voz, guitarra y teclado.
- Brian Greenway - guitarra y coros
- Jim Clench - bajo y coros
- Jeff Nystrom - bajo (en la canción "Life Goes On")[1]
- Jerry Mercer - batería y coros